# Macrocyclops
Macrocyclops – rodzaj widłonogów z rodziny Cyclopidae. Nazwa naukowa tego rodzaju skorupiaków została opublikowana w 1893 roku przez niemieckiego zoologa Carla Clausa.

## Podział systematyczny
Do rodzaju należą następujące gatunki:
- Macrocyclops albidus (Jurine, 1820)
- Macrocyclops baicalensis Mazepova, 1962
- Macrocyclops bistriatus (Koch, 1838)
- Macrocyclops distinctus (Richard, 1887)
- Macrocyclops fuscus (Jurine, 1820)
- Macrocyclops monticola Ishida, 1994
- Macrocyclops neuter Kiefer, 1931
- Macrocyclops oithonoides Roen, 1957
- Macrocyclops oligolasius Kiefer, 1938
- Macrocyclops signatus (Koch, 1838)